# Elías Aguilar
Elías Fernando Aguilar Vargas (Barva, Heredia, Costa Rica, 7 de noviembre de 1991) es un futbolista costarricense que juega como mediocentro ofensivo en el C. S. Herediano de la Primera División de Costa Rica.
Colectivamente ha ganado 7 títulos nacionales con el cuadro forense: Verano 2012, Verano 2013, Verano 2015, Verano 2016, Verano 2017, Apertura 2024, Clausura 2025 y cuatro subcampeonatos con el C.S Herediano.
Fue Internacional absoluto con la selección costarricense desde el 31 de marzo de 2015 hasta el 2019. Disputó las competencias de la Copa Oro de la Concacaf 2015 y la Copa Centroamericana 2017.

## Trayectoria
Se creyó que debutaría en AD Barva, pero terminó jugando para el equipo infantil del Herediano y en el 2011 debutó en Primera División en un partido ante el Cartaginés en el Estadio "Fello" Meza en la era del argentino Alejandro Giuntini en el banco del Club Sport Herediano.
Posteriormente debutaría en la Liga de Campeones de la Concacaf 2012-13 con el Club Sport Herediano en un partido de fase de grupos frente al Real Salt Lake anotando el único gol del encuentro y dándole la victoria al Herediano. En el año 2013, después de ser campeón con el Herediano del  Campeonato de Verano 2013 (Costa Rica), se marchó al fútbol mexicano en condición de préstamo durante un año hacia el Club Zacatepec de la Liga de Ascenso de México. Regresó en el año 2014 al Herediano.
El 23 de mayo de 2015 anota el penal que al final de la daría la victoria a su equipo y con ello el título 24 para el Herediano. Elías fue elegido como el mejor jugador del Campeonato de Verano 2015 (Costa Rica), habiendo sido titular en 31 de los 36 partidos que jugó, jugado durante 2.678 minutos y anotado cinco goles.
En julio de 2015 surgen rumores sobre el interés de equipos españoles, entre ellos Granada C.F., Málaga C.F. y Sevilla F. C.

## Selección nacional
El 7 de enero de 2013, Jorge Luis Pinto, entrenador de la selección costarricense, dio en conferencia de prensa la lista de los futbolistas que participarían en la Copa Centroamericana, en la cual se incluyó a Aguilar. Sin embargo, diez días después se dio la baja del jugador por decisión técnica. Los otros descartados también fueron los volantes Allen Guevara y Andrey Francis.
En marzo de 2015, el estratega Paulo Wanchope realizó la convocatoria oficial de veinticuatro futbolistas para disputar los amistosos ante Paraguay y Panamá. En la nómina resaltó el regreso de Elías después de dos años de ausencia. El 26 de marzo se desarrolló el compromiso frente a los paraguayos de local en el Estadio Nacional, en el cual el centrocampista esperó desde la suplencia y el marcador terminó balanceado sin goles. Cuatro días después debutó como internacional absoluto a sus 23 años en el partido contra los panameños en el Estadio Rommel Fernández. En esa oportunidad, entró de relevo por David Guzmán al minuto 79' en la derrota de 2-1.
El 1 de junio de ese año, Wanchope tomó en consideración a Aguilar para las dos visitas amistosas ante Colombia y España siendo esta la lista que representaría a su nación en la Copa de Oro de la Concacaf del mes siguiente. En el primer compromiso llevado a cabo el 6 de junio frente a los colombianos en el Estadio Diego Maradona de Argentina, el mediocentro ingresó como sustitución por Jonathan Moya al minuto 67' en la pérdida de 1-0. Cinco días posteriores contra los españoles, el jugador solamente tuvo acción por nueve minutos mientras que su país volvió a perder, siendo con cifras de 2-1.
El 27 de junio tuvo participación por ocho minutos en el empate a dos tantos ante México en el Estadio Citrus Bowl, tras haber entrado por Bryan Ruiz.
El 8 de julio de 2015 dio inicio la competición regional, donde el jugador participó 21 minutos en la igualdad de 2-2 frente al conjunto de Jamaica. Tres días después, con el nuevo empate contra El Salvador en el BBVA Compass Stadium, se generaron muchas dudas hacia el cuerpo técnico y jugadores. El 14 de julio, se definió el partido por la clasificación de los costarricenses ante Canadá en el BMO Field en territorio canadiense, y una vez más se obtuvo un empate y el pase a los cuartos de final tras alcanzar el segundo lugar de la tabla. Elías en esta ocasión quedó en la suplencia. Su último partido en la competición regional se desarrolló el 19 de julio, en el MetLife Stadium de Nueva Jersey, donde su selección enfrentó a México por los cuartos de final. Cerca de acabar el segundo tiempo extra, se señaló un penal inexistente a favor de los mexicanos, y el futbolista Andrés Guardado marcó la única anotación del juego, lo que significó la eliminación de Costa Rica. Aguilar participó en esta ocasión 58 minutos.
En la segunda convocatoria del nuevo entrenador Óscar Ramírez el 1 de octubre, se dieron a conocer los futbolistas que tendrían participación en los amistosos contra los combinados de Sudáfrica y Estados Unidos. Por otra parte, Elías reapareció en la lista después de un corto tiempo de no ser llamado. El 8 de octubre, el conjunto costarricense enfrentó a los sudafricanos en el Estadio Nacional. Aguilar entró como sustitución por Francisco Calvo al minuto 54' y el partido terminó con una pérdida inesperada de 0-1. En contraste con el juego efectuado el 13 de octubre ante los estadounidenses, el jugador quedó en la suplencia y el resultado definitivo finalizó 0-1 con victoria.
El 2 de enero de 2017 se llevó a cabo la convocatoria de los futbolistas para la decimocuarta edición de la Copa Centroamericana, la cual tomó lugar en territorio panameño. El centrocampista fue incluido en la lista del entrenador Óscar Ramírez. El 13 de enero comenzó el torneo regional donde su selección, en el Estadio Rommel Fernández, enfrentó al conjunto de El Salvador. Elías entró de cambio por Osvaldo Rodríguez, utilizó la dorsal «12», participó 15 minutos y el empate sin anotaciones definió el marcador final. Para el compromiso de dos días después, en el mismo escenario deportivo, contra la escuadra de Belice, Aguilar fue titular y salió como sustitución por el debutante Gerson Torres, mientras que las anotaciones de sus compañeros Johan Venegas y José Guillermo Ortiz en dos oportunidades dieron la victoria de 0-3. En el juego del 17 de enero ante Nicaragua, el mediocentro ofensivo estuvo por 17 minutos y la igualdad de 0-0 se repitió al cierre del cotejo. Tres días posteriores se efectuó el clásico del área frente a Honduras, en el cual Elías permaneció en la suplencia y el encuentro finiquitó balanceado a un gol. El único revés de su nación fue el 22 de enero, por la última jornada, contra el anfitrión Panamá. El marcador de 1-0 confirmó el cuarto lugar de los costarricenses, además de un cupo directo para la Copa Oro de la Concacaf en ese mismo año.

#### Participaciones internacionales
| Evento                                  | Sede                                  | Resultado        | Partidos | Goles |
| --------------------------------------- | ------------------------------------- | ---------------- | -------- | ----- |
| Copa de Oro de la Concacaf 2015         | Estados Unidos · Canadá               | Cuartos de final | 3        | 0     |
| Copa Centroamericana 2017               | Panamá                                | Cuarto lugar     | 4        | 0     |
| Copa de Oro de la Concacaf 2019         | Estados Unidos · Costa Rica · Jamaica | Cuartos de final | 4        | 0     |
| Liga de Naciones de la Concacaf 2023-24 | Concacaf                              | Cuartos de final | 2        | 0     |

## Estadísticas

### Clubes
Actualizado al último partido jugado el 11 de octubre de 2022.
| Club                               | Div.          | Temporada     | Liga  | Liga  | Liga   | Copas nacionales | Copas nacionales | Copas nacionales | Copas internacionales | Copas internacionales | Copas internacionales | Total | Total | Total  |
| Club                               | Div.          | Temporada     | Part. | Goles | Asist. | Part.            | Goles            | Asist.           | Part.                 | Goles                 | Asist.                | Part. | Goles | Asist. |
| ---------------------------------- | ------------- | ------------- | ----- | ----- | ------ | ---------------- | ---------------- | ---------------- | --------------------- | --------------------- | --------------------- | ----- | ----- | ------ |
| C. S. Herediano · Costa Rica       |               |               |       |       |        |                  |                  |                  |                       |                       |                       |       |       |        |
| 1.ª                                | 2011-12       | 1             | 0     | 0     | —      | —                | —                | —                | —                     | —                     | 1                     | 0     | 0     |        |
| 1.ª                                | 2012-13       | 41            | 4     | 8     | —      | —                | —                | 6                | 2                     | 0                     | 47                    | 6     | 8     |        |
| Total club                         | Total club    | 42            | 4     | 8     | 0      | 0                | 0                | 6                | 2                     | 0                     | 48                    | 6     | 8     |        |
| C. A. Zacatepec · México           |               |               |       |       |        |                  |                  |                  |                       |                       |                       |       |       |        |
| 2.ª                                | 2013-14       | 13            | 1     | 0     | —      | —                | —                | —                | —                     | —                     | 13                    | 1     | 0     |        |
| Total club                         | Total club    | 13            | 1     | 0     | 0      | 0                | 0                | 0                | 0                     | 0                     | 13                    | 1     | 0     |        |
| C. S. Herediano · Costa Rica       |               |               |       |       |        |                  |                  |                  |                       |                       |                       |       |       |        |
| 1.ª                                | 2014-15       | 36            | 6     | 4     | 4      | 1                | 0                | 6                | 1                     | 1                     | 46                    | 8     | 5     |        |
| 1.ª                                | 2015-16       | 33            | 2     | 1     | 2      | 1                | 0                | 4                | 0                     | 1                     | 39                    | 3     | 2     |        |
| 1.ª                                | 2016-17       | 47            | 12    | —     | —      | —                | 0                | 3                | 0                     | 0                     | 50                    | 12    | 0     |        |
| 1.ª                                | 2017-18       | 40            | 5     | 5     | —      | —                | —                | 1                | 0                     | 0                     | 41                    | 5     | 5     |        |
| Total club                         | Total club    | 156           | 25    | 10    | 6      | 2                | 0                | 14               | 1                     | 2                     | 176                   | 28    | 12    |        |
| Incheon United F. C. Corea del Sur |               |               |       |       |        |                  |                  |                  |                       |                       |                       |       |       |        |
| 1.ª                                | 2017-18       | 35            | 3     | 13    | —      | —                | —                | —                | —                     | —                     | 35                    | 3     | 13    |        |
| Total club                         | Total club    | 35            | 3     | 13    | 0      | 0                | 0                | 0                | 0                     | 0                     | 35                    | 3     | 13    |        |
| Jeju United F. C. Corea del Sur    |               |               |       |       |        |                  |                  |                  |                       |                       |                       |       |       |        |
| 1.ª                                | 2018-19       | 26            | 4     | 5     | 1      | 1                | 0                | —                | —                     | —                     | 27                    | 5     | 5     |        |
| 2.ª                                | 2019-20       | 3             | 0     | 0     | —      | —                | —                | —                | —                     | —                     | 3                     | 0     | 0     |        |
| Total club                         | Total club    | 29            | 4     | 5     | 1      | 1                | 0                | 0                | 0                     | 0                     | 30                    | 5     | 5     |        |
| Incheon United F. C. Corea del Sur |               |               |       |       |        |                  |                  |                  |                       |                       |                       |       |       |        |
| 1.ª                                | 2019-20       | 17            | 2     | 3     | —      | —                | —                | —                | —                     | —                     | 17                    | 2     | 3     |        |
| 1.ª                                | 2020-21       | 33            | 5     | 6     | —      | —                | —                | —                | —                     | —                     | 33                    | 5     | 6     |        |
| 1.ª                                | 2021-22       | 32            | 0     | 3     | —      | —                | —                | —                | —                     | —                     | 32                    | 0     | 3     |        |
| Total club                         | Total club    | 82            | 7     | 12    | 0      | 0                | 0                | 0                | 0                     | 0                     | 82                    | 7     | 12    |        |
| C. S. Herediano · Costa Rica       |               |               |       |       |        |                  |                  |                  |                       |                       |                       |       |       |        |
| 1.ª                                | 2023-24       | 0             | 0     | 0     | 0      | 0                | 0                | 0                | 0                     | 0                     | 0                     | 0     | 0     |        |
| Total club                         | Total club    | 0             | 0     | 0     | 0      | 0                | 0                | 0                | 0                     | 0                     | 0                     | 0     | 0     |        |
| Total carrera                      | Total carrera | Total carrera | 357   | 44    | 48     | 7                | 3                | 0                | 20                    | 3                     | 0                     | 384   | 50    | 50     |
| 1. 2. Fuente:Transfermarkt         |               |               |       |       |        |                  |                  |                  |                       |                       |                       |       |       |        |

### Selección de Costa Rica
Actualizado al último partido jugado el 30 de junio de 2019.
| Selección                  | Año | Eliminatorias | Eliminatorias | Eliminatorias | Continental | Continental | Continental | Mundial | Mundial | Mundial | Amistosos | Amistosos | Amistosos | Total | Total | Total  |
| Selección                  | Año | Part.         | Goles         | Asist.        | Part.       | Goles       | Asist.      | Part.   | Goles   | Asist.  | Part.     | Goles     | Asist.    | Part. | Goles | Asist. |
| -------------------------- | --- | ------------- | ------------- | ------------- | ----------- | ----------- | ----------- | ------- | ------- | ------- | --------- | --------- | --------- | ----- | ----- | ------ |
| Absoluta · Costa Rica      |     |               |               |               |             |             |             |         |         |         |           |           |           |       |       |        |
| 2015                       | -   | -             | -             | 3             | 0           | 0           | -           | -       | -       | 5       | 0         | 0         | 8         | 0     | 0     |        |
| 2017                       | -   | -             | -             | 4             | 0           | 0           | -           | -       | -       | -       | -         | -         | 4         | 0     | 0     |        |
| 2018                       | -   | -             | -             | -             | -           | -           | -           | -       | -       | 2       | 0         | 0         | 2         | 0     | 0     |        |
| 2019                       | -   | -             | -             | 4             | 2           | 0           | -           | -       | -       | 2       | 0         | 0         | 6         | 2     | 0     |        |
| Total                      | 0   | 0             | 0             | 11            | 2           | 0           | 0           | 0       | 0       | 9       | 0         | 0         | 20        | 2     | 0     |        |
| 1. 2. Fuente:Transfermarkt |     |               |               |               |             |             |             |         |         |         |           |           |           |       |       |        |

#### Goles internacionales
| Gol | Fecha               | Sede                                   | Oponente  | Marcador | Resultado | Competencia      |
| --- | ------------------- | -------------------------------------- | --------- | -------- | --------- | ---------------- |
| 1.  | 16 de junio de 2019 | Estadio Nacional, San José, Costa Rica | Nicaragua | 3 - 0    | 4-0       | Copa de Oro 2019 |
| 2.  | 20 de junio de 2019 | Toyota Stadium, Texas, Estados Unidos  | Bermudas  | 2 - 0    | 2-1       | Copa de Oro 2019 |

## Palmarés

### Títulos nacionales
| Título                         | Club              | País          | Año  |
| ------------------------------ | ----------------- | ------------- | ---- |
| Primera División de Costa Rica | C. S. Herediano   | Costa Rica    | 2012 |
| Primera División de Costa Rica | C. S. Herediano   | Costa Rica    | 2013 |
| Primera División de Costa Rica | C. S. Herediano   | Costa Rica    | 2015 |
| Primera División de Costa Rica | C. S. Herediano   | Costa Rica    | 2016 |
| Primera División de Costa Rica | C. S. Herediano   | Costa Rica    | 2017 |
| K League 2                     | Jeju United F. C. | Corea del Sur | 2020 |
| Supercopa de Costa Rica        | C. S. Herediano   | Costa Rica    | 2024 |
| Primera División de Costa Rica | C. S. Herediano   | Costa Rica    | 2024 |
| Primera División de Costa Rica | C. S. Herediano   | Costa Rica    | 2025 |

### Distinciones individuales
| Distinción                                                                      | Año  |
| ------------------------------------------------------------------------------- | ---- |
| Mejor jugador de la temporada 2014-2015 de la Liga FPD                          | 2015 |
| Incluido en el Once ideal la K League 1                                         | 2018 |
| Mejor jugador de la Primera División de Costa Rica del del Torneo Clausura 2025 | 2025 |